# Мълала (град, Орегон)
Мълала (на английски: Molalla) е град в окръг Клакамас, щата Орегон, САЩ. Мълала е с население от 5647 жители (2000) и обща площ от 5 km². Намира се на 113,1 m надморска височина. ЗИП кодът му е 97038, а телефонният му код е 503.